# Porto (famiglia)

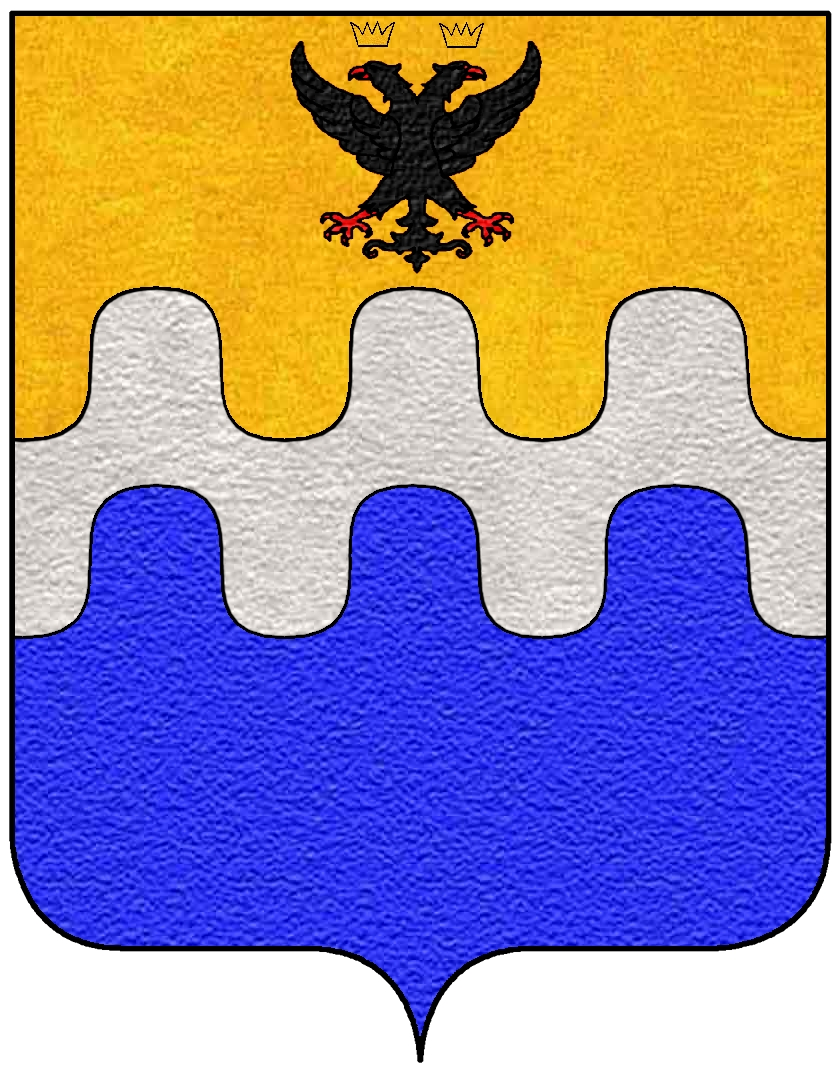
Stemma Porto

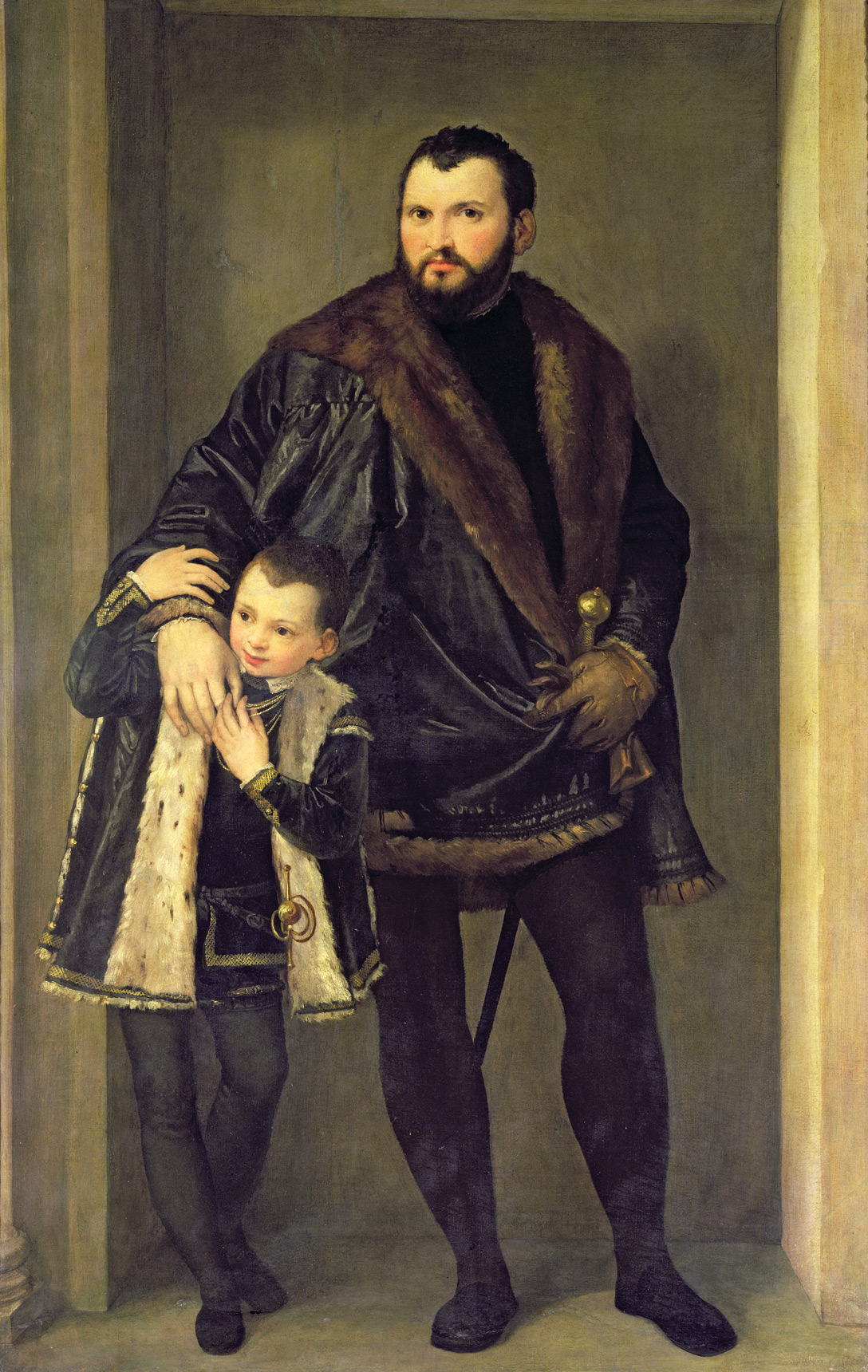
Paolo Veronese, Ritratto di Iseppo da Porto col figlio Adriano, 1555 ca. Collezione Contini Bonacossi (Uffizi), Firenze.

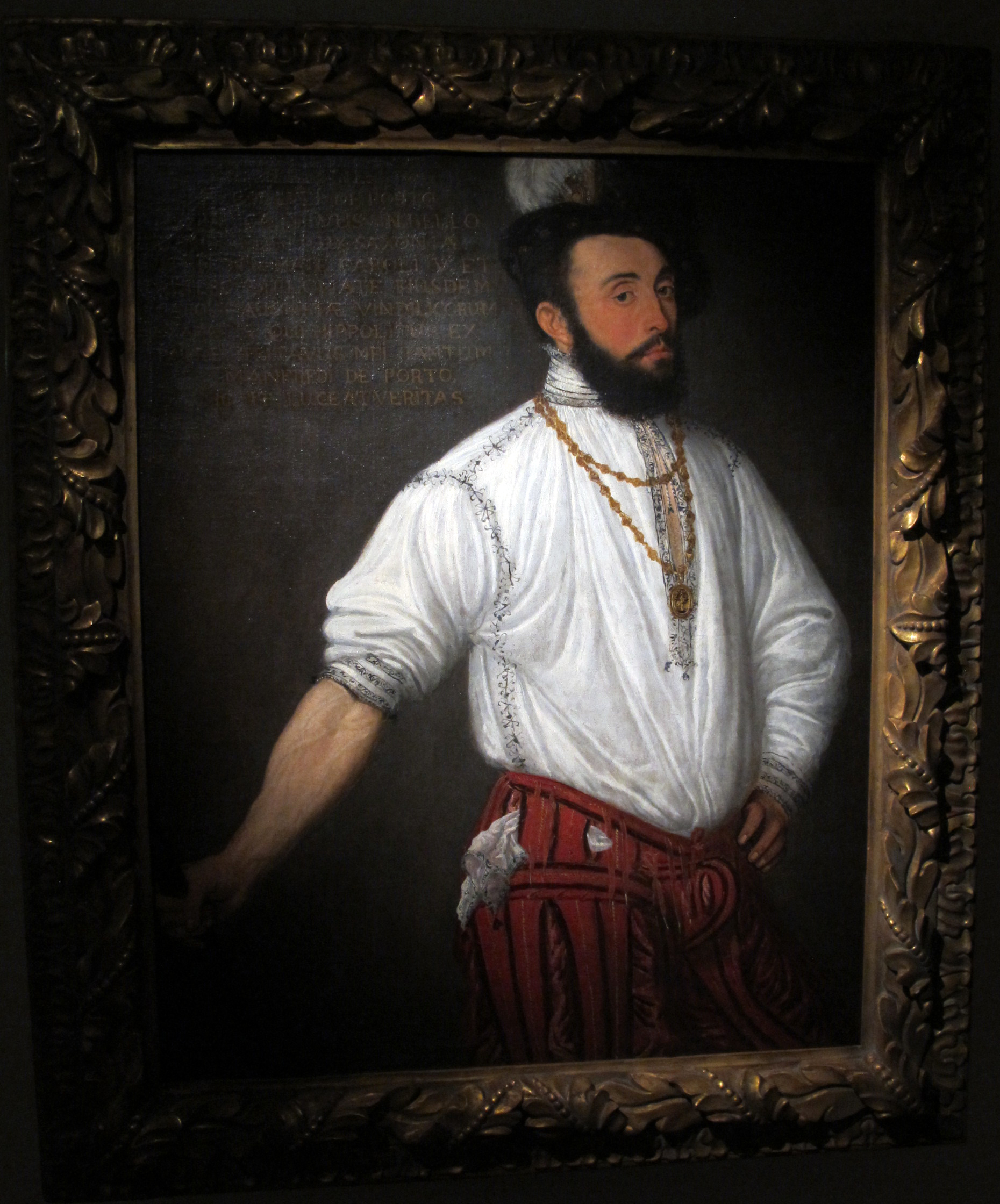
Giovanni Antonio Fasolo, Ritratto di Ippolito da Porto

I Porto (o da Porto) sono una famiglia nobiliare originaria di Vicenza.

## Stemma araldico
Spaccato d'oro e d'azzurro, alla fascia increspata d'argento, attraversante sulla partizione, ed accompagnata in capo da un'aquila bicipite di nero, rostrata e membrata di rosso, ciascuna testa coronata d'oro.

## Storia
I Porto furono una delle principali famiglie che dominarono il Comitato vicentino sin dal principio del X secolo, in qualità di vicecomites (vassalli) fra i più influenti del vescovo, essendo famiglia aggregata al Consiglio nobile di Vicenza.
Sotto l'imperatore Enrico V di Franconia, per i molti servigi resi all'Impero, i Porto avevano avuto il privilegio di inquartare nell'arma di famiglia l'aquila imperiale. Carlo V da Bologna il 14 dicembre 1532 emanò un diploma col quale elevò in contea il castello di Vivaro di Dueville e Val Leogra, situato nel territorio vicentino coll'estensione e collazione del titolo di Conte di Vivaro e del rango di Cavalieri aurati a ciascun ramo della famiglia e alla loro discendenza maschile. Tali titoli furono confermati dal Senato veneto il 26 settembre 1729 e il 17 marzo 1730. Altro titolo spettante alla famiglia è quello di Nobile (di Vicenza).
Fra' Alessandro da Porto ha ricoperto la carica di Gran Priore del Gran Piorato di Lombardia e Venezia del Sovrano Militare Ordine di Malta tra il 1937 e il 1958.
I Porto furono tra i principali committenti di Andrea Palladio, insieme ai Trissino, i Thiene, i Chiericati, gli Angaran e i Barbaro.

## Personalità
- Luigi da Porto (1485 – 1529), scrittore e storiografo, autore della novella Historia nuovamente ritrovata di due nobili amanti, alla quale si è ispirato William Shakespeare per il suo Romeo e Giulietta.
- Ippolito da Porto (morto nel 1572), condottiero, prese parte insieme a Ludovico da Porto alla Battaglia di Lepanto.
- Iseppo da Porto (morto nel 1580), politico della Repubblica di Venezia.
- Giambattista da Porto (secolo XVII), prefetto generale della Repubblica di Venezia e governatore di Candia.
- Loredana da Porto (morta nel 1905), fotografa stimata da Alfred Stieglitz.[2].
- Alessandro da Porto (1876-1950), già ufficiale di Cavalleria divenne maggiore generale del Regio Esercito, come il padre Antonio fu sindaco di Vicenza e di Trissino (VI), negli anni trenta fu nominato Gran Priore di Lombardia e Venezia del Sovrano Militare Ordine di Malta[3].
- Luigi da Porto (1881-1953), fratello minore di Alessandro, fu cavaliere d'onore e devozione del Sovrano Militare Ordine di Malta e tenente colonnello della Regia Aeronautica.

L'antica Chiesa di San Lorenzo conserva significative testimonianze legate ad alcuni dei principali personaggi della famiglia.

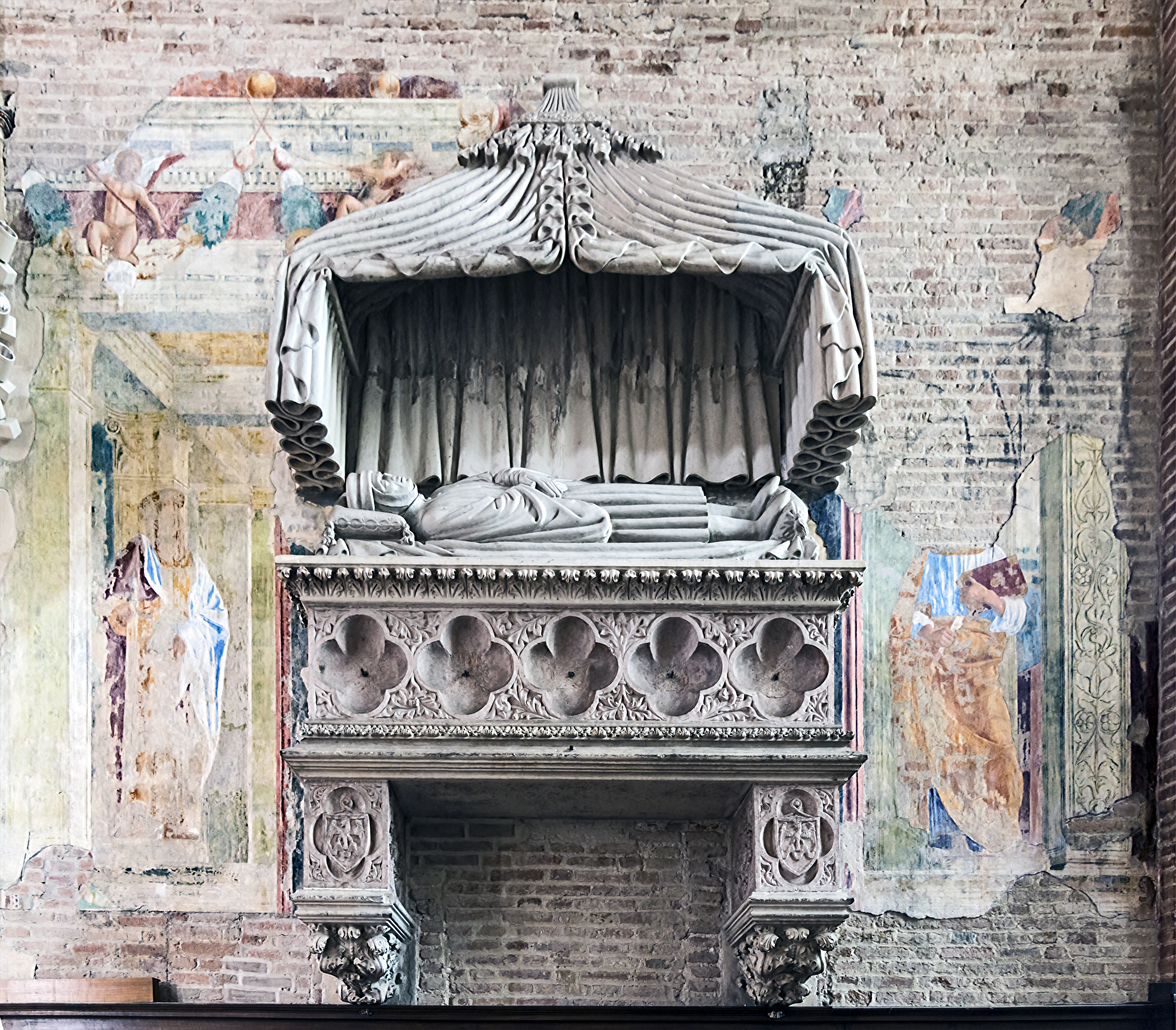
Monumento di Bartolomeo Da Porto (Cappella della Madonna)
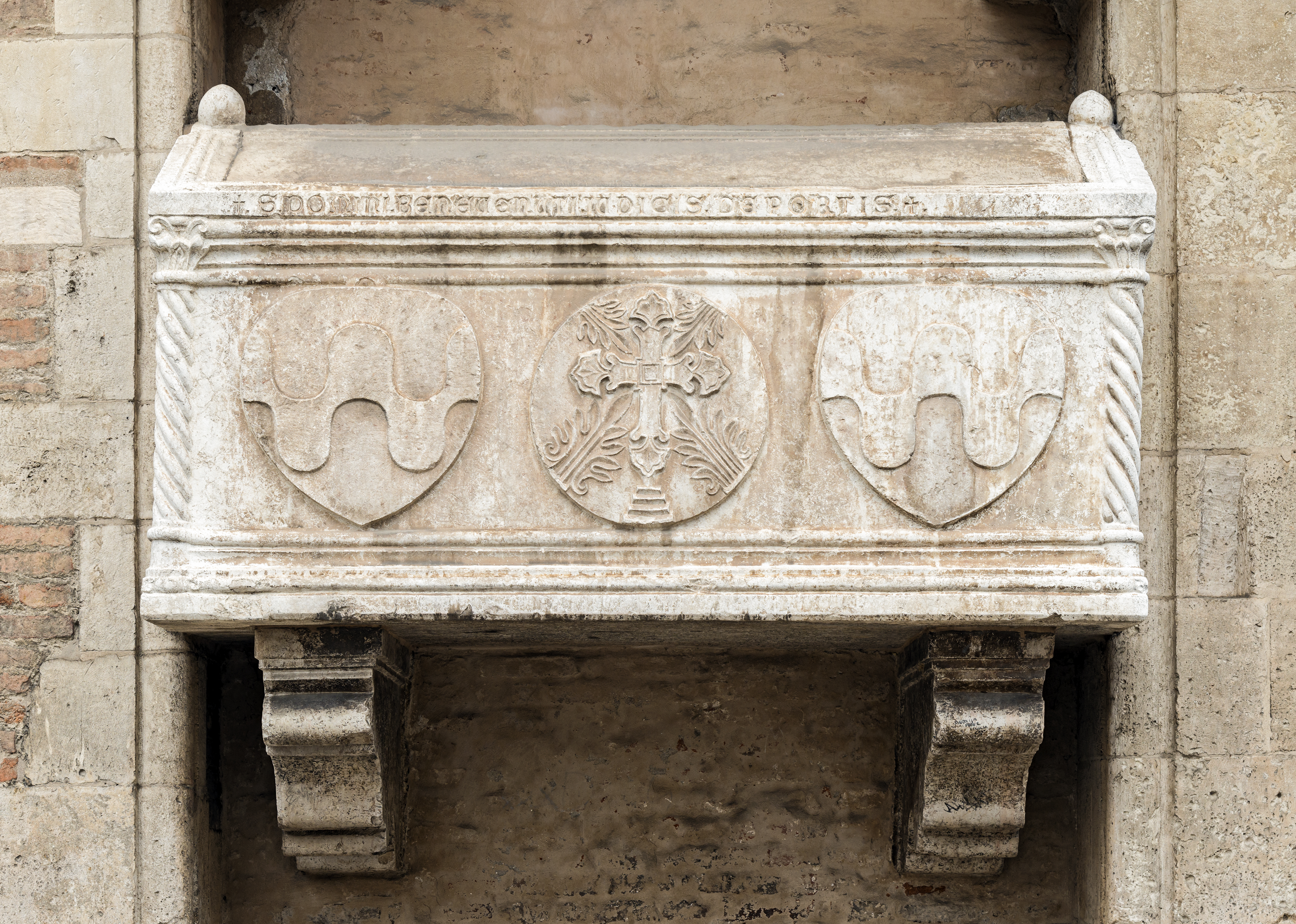
Sarcofago di Benvenuto da Porto (facciata della chiesa)
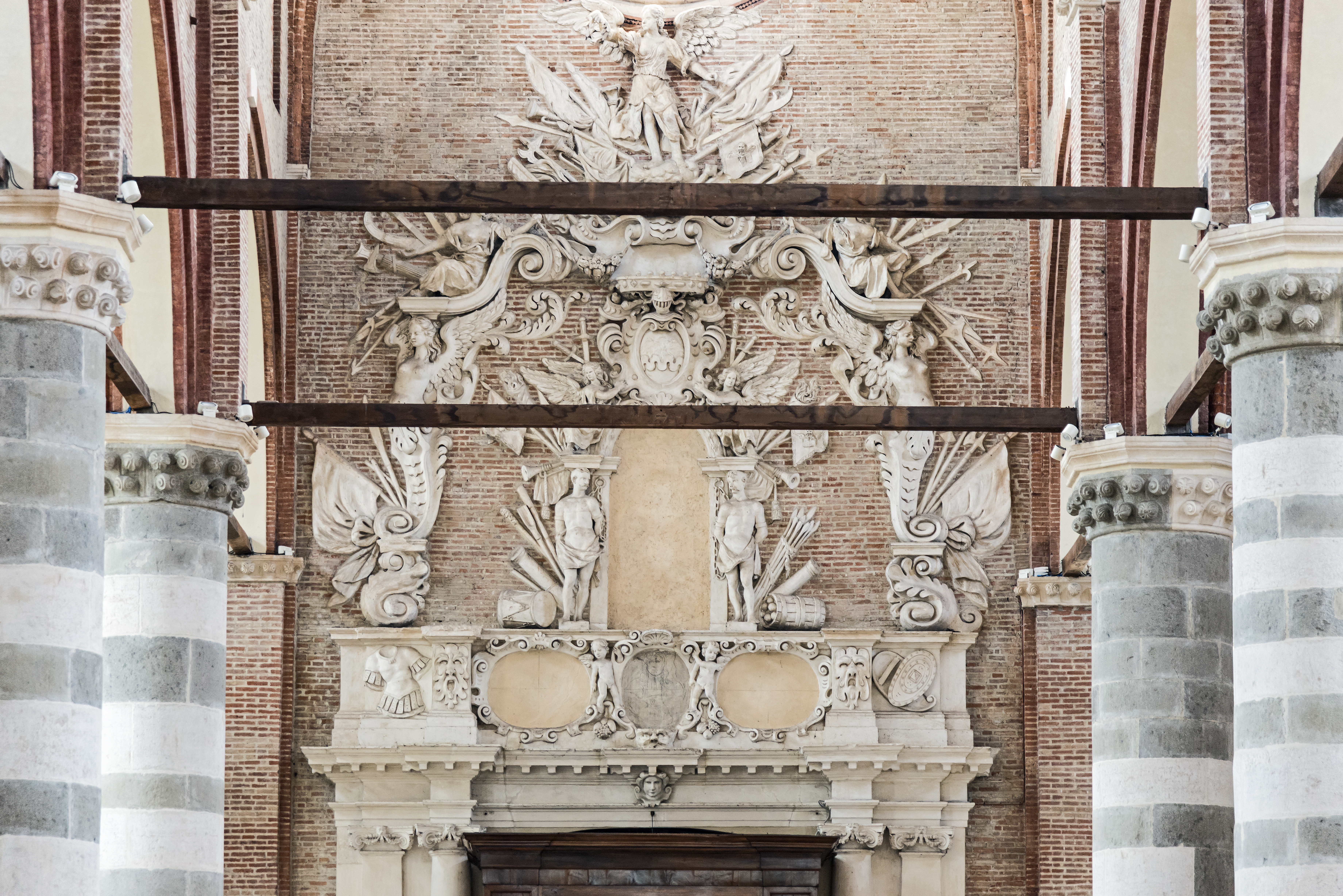
Monumento di Giambattista da Porto (controfacciata della chiesa)
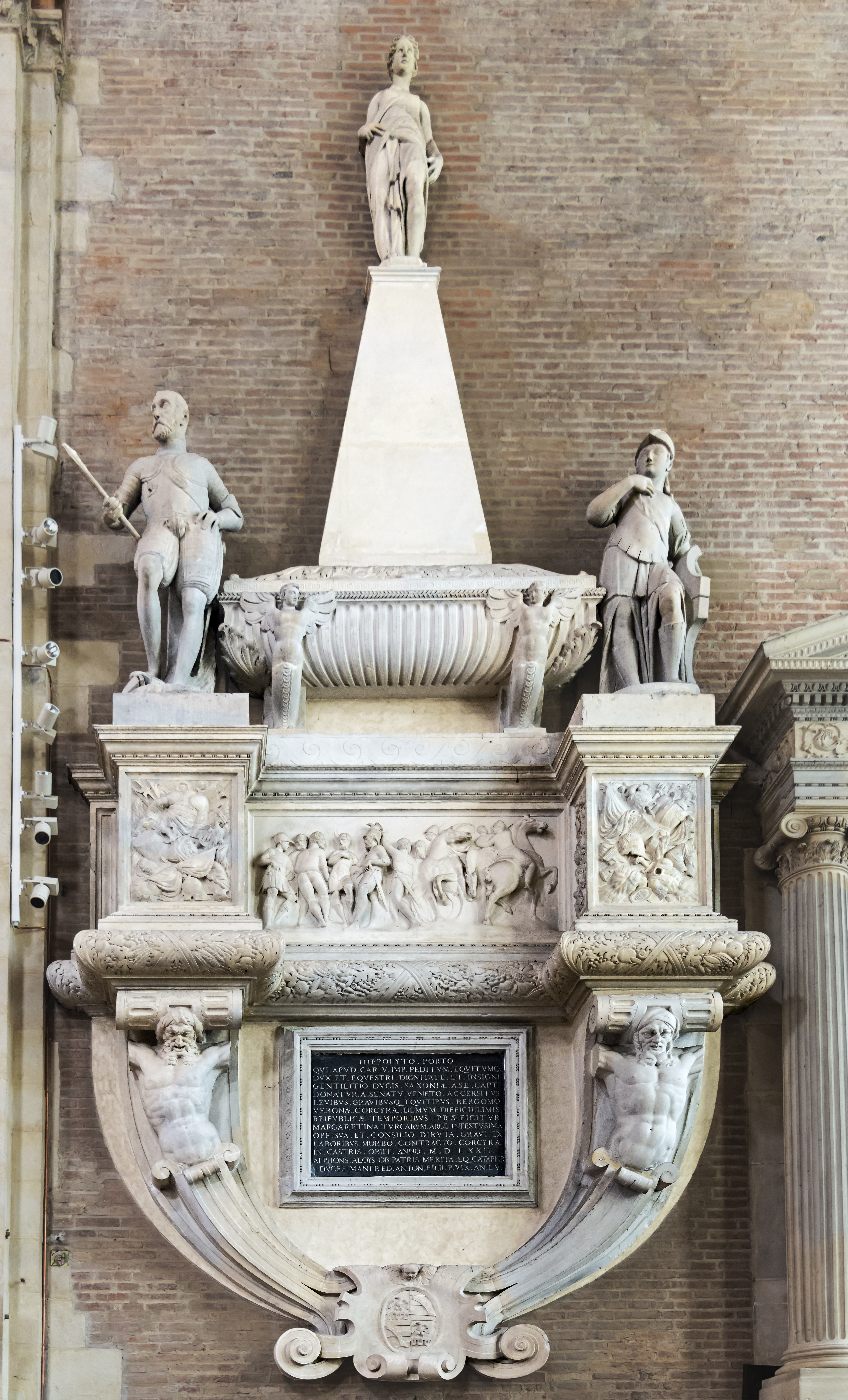
Monumento di Ippolito da Porto (Cappella Maggiore)
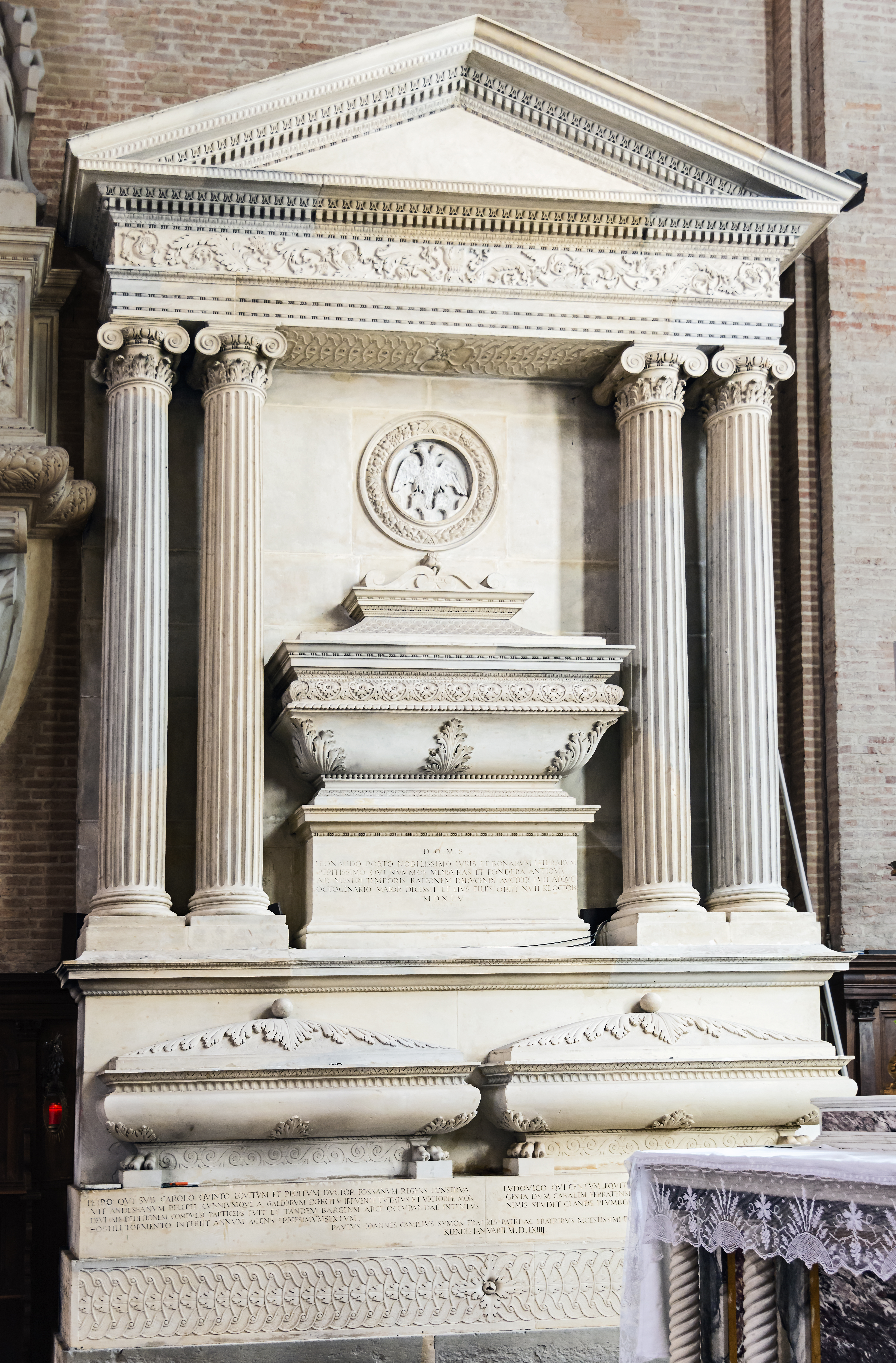
Monumento di Leonardo Porto (Cappella Maggiore)

## Architetture

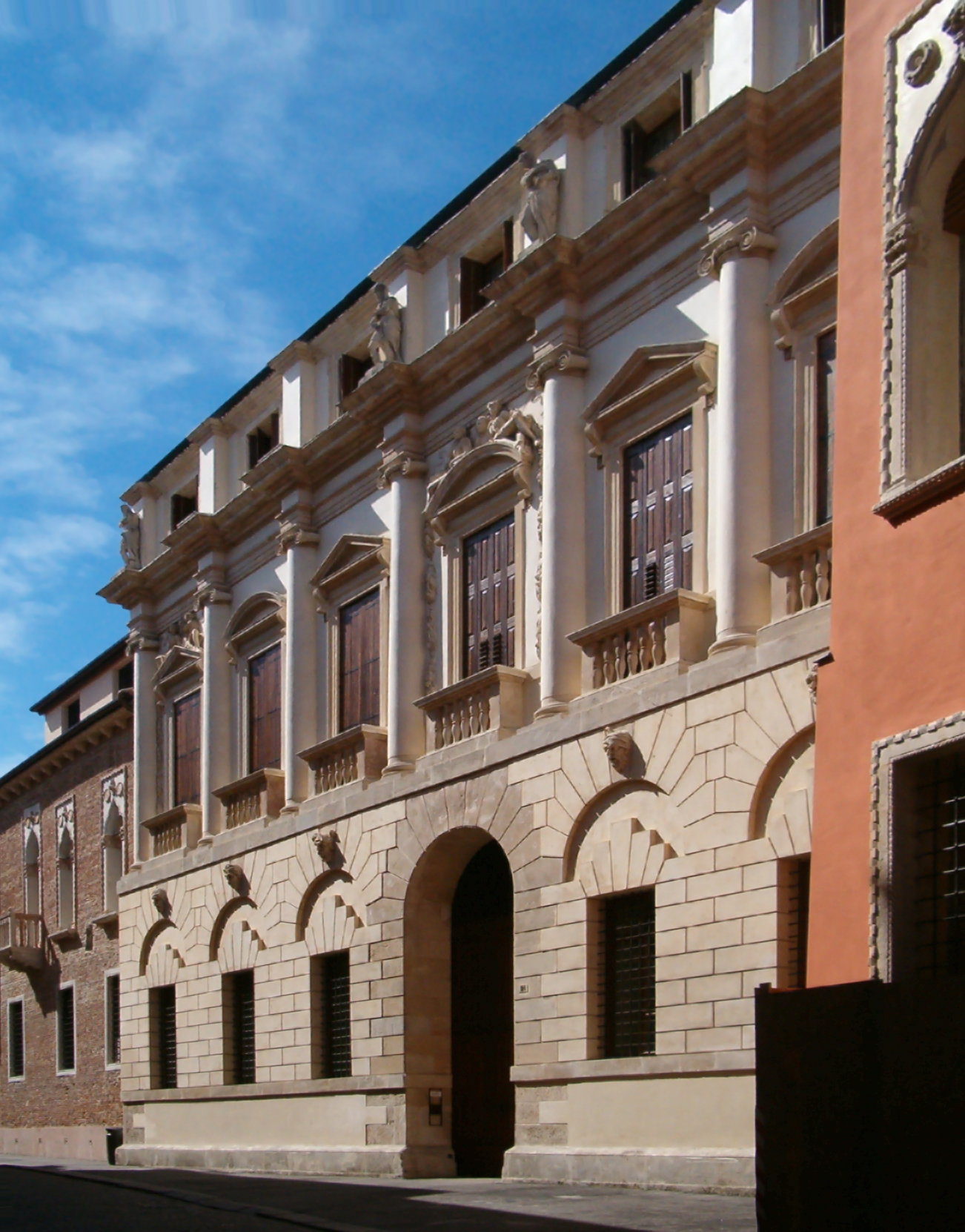
Palazzo Porto, progettato da Andrea Palladio per Iseppo Porto

### Palazzi
Storicamente legati alla famiglia da Porto vi sono diversi edifici in contrà Porti a Vicenza:
- Palazzo Porto Festa (per Iseppo Porto), edificio rinascimentale opera di Andrea Palladio, al n. 21
- Palazzo Porto (XV secolo), edificio di fine Quattrocento, al n. 14, ricostruito nel secondo dopoguerra
- Palazzetto da Porto Muzan, edificio gotico
- Palazzo da Porto Breganze, il più sontuoso edificio cittadino in stile gotico fiorito, al n. 17
- Palazzo da Porto Colleoni, in stile gotico fiorito, al n. 21
- Palazzo Barbaran da Porto, edificio rinascimentale opera di Andrea Palladio, al n. 11
- Case da Porto, seicentesche, ai nn. 13 e 15

In altre parti del centro storico della città vi sono inoltre:
- Palazzo da Porto Negri De Salvi, edificio gotico ristrutturato in stile rinascimentale, in piazzetta Santo Stefano
- Palazzo da Porto Piovene, in corso Palladio
- Palazzo Porto in piazza Castello o Palazzo da Porto Breganze, attribuito ad Andrea Palladio e rimasto incompiuto, in piazza Castello
- Palazzetto da Porto Sesso, contiguo a Palazzo Porto in piazza Castello

### Ville venete
Nella provincia di Vicenza:

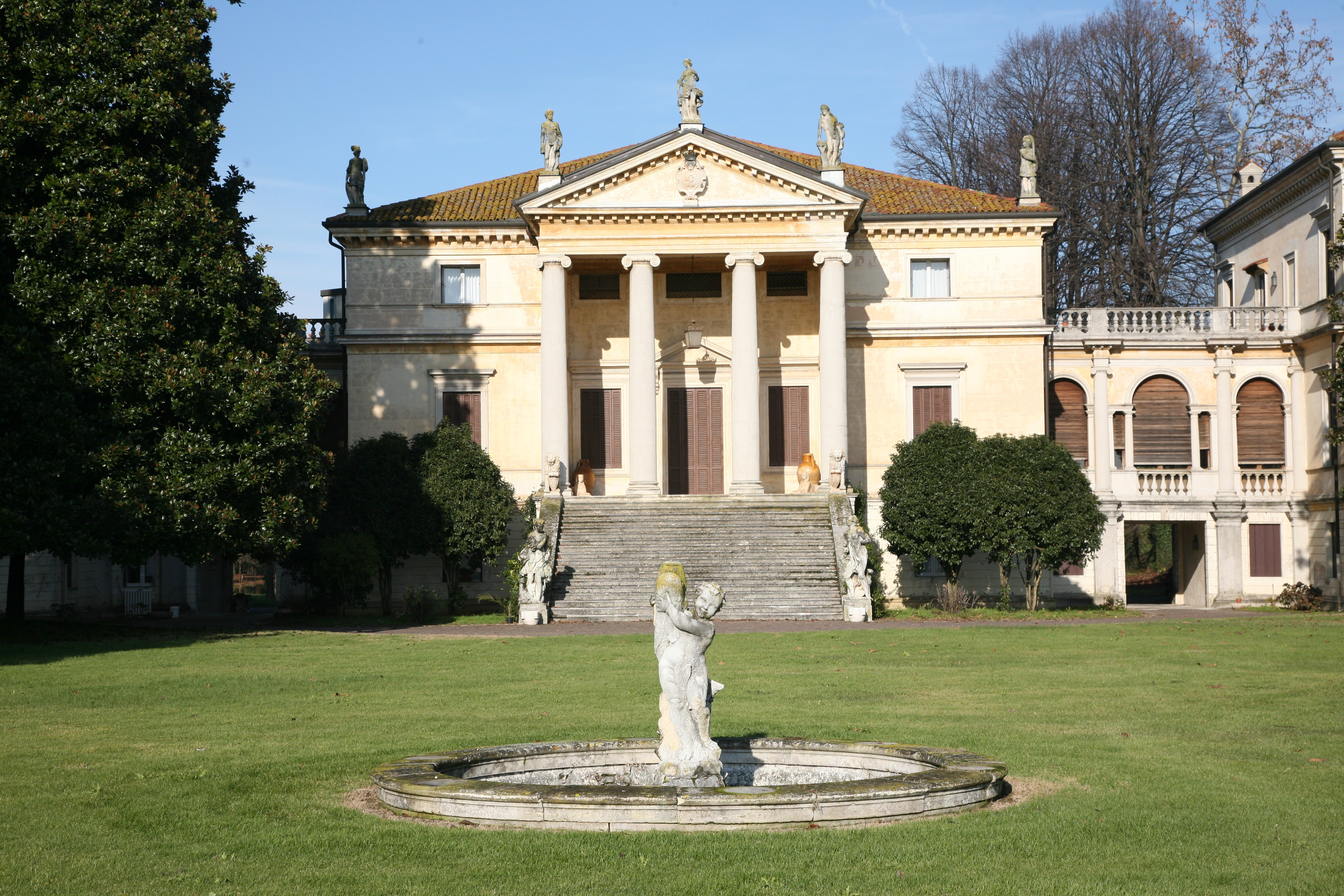
Villa Porto a Vivaro di Dueville

- Villa-castello Porto Colleoni Thiene (per Francesco Porto seniore) a Thiene
- Villa Porto a Vivaro di Dueville (per Paolo Porto), attribuita per tradizione ad Andrea Palladio
- Villa Porto a Molina di Malo (per Iseppo da Porto), progettata da Palladio e mai completata
- Villa da Porto detta "La Favorita", a Monticello di Sarego, 1714-1716 (per Giovanni Battista da Porto), attribuita a Francesco Muttoni
- Villa da Porto Barbaran, a Montorso Vicentino, edificata e ampliata tra il 1662 e il 1724, ad opera dei conti Gabriele e Luigi da Porto.
- Villa da Porto, in località Pilastroni a Dueville, progetto parzialmente realizzato di Ottone Calderari
- Villa da Porto a Torri di Quartesolo